# Miles Davis Quintet, Live in Europe 1967
Miles Davis Quintet, Live in Europe 1967 est un album de Jazz enregistré en public par le Miles Davis Quintet le 28 octobre 1967 au Konigin Elizabeth-zal Zoo à Anvers en Belgique. Ce concert s'inscrivait dans une tournée en Europe, fin 1967, montée par George Wein et baptisée "Newport Jazz Festival in Europe". 

## Titres
1. Agitation (Miles Davis) 5.21 (1)
2. On Green Dolphin Street (Ned Washington, B. Kaper)  7.55
3. Footprints (Wayne Shorter) 9.27 (2)
4. Introduction 1.39
5. 'Round Midnight (Thelonious Monk, Bernie Hanighen & Cootie Williams) 7.27 (3)
6. No Blues (Miles Davis) 11.19
7. Masqualero (Wayne Shorter) 8.48
8. Gingerbread Boy 5.55 (2)
9. The Theme (Miles Davis) 1.16 (4)
10. The Theme (Miles Davis) 8.22

Les versions studios des titres se trouvent dans les albums suivants :

(1) ESP

(2) Miles Smiles

(3) 'Round About Midnight

(4) Workin' with the Miles Davis Quintet

## Musiciens
- Miles Davis (Trompette)
- Wayne Shorter (Saxophone ténor)
- Herbie Hancock (piano)
- Ron Carter (contrebasse)
- Tony Williams (batterie).